# Schronisko powyżej Jaskini nad Szańcem
Schronisko powyżej Jaskini nad Szańcem – schronisko położone w orograficznie lewych zboczach Doliny Będkowskiej, w bocznym wąwozie Pod Sadem. Znajduje się na jego południowych zboczach, w niewielkiej, bezimiennej skale powyżej udostępnionej do wspinaczki skały Barykada. Otwór wejściowy znajduje się na poziomie ziemi i widoczny jest tylko z odległości kilku metrów. Pod względem geograficznym jest to obszar Wyżyny Olkuskiej wchodzącej w skład Wyżyny Krakowsko-Częstochowskiej.

## Opis schroniska
Otwór wejściowy ma zaledwie ok. 30 cm wysokości i 1 m szerokości. Znajduje się za nim jedna komora o rozmiarach 5 × 3 m i maksymalnej wysokości 2,7 m. Jej dno znajduje się na poziomie ziemi. W stropie jest niewielki, ślepo zakończony kominek o ogładzonych ścianach. Widać w nim niewielki kocioł wirowy. Dno jest równe, w jego namulisku znajdują się liście i drobny gruz wapienny. Na środku komory ślady ogniska. W schronisku jest wilgotno i brak przewiewu powietrza. Światło dociera tylko do otworu. Na jego ścianach występują glony, na ścianach schroniska żółte i niebieskie naloty. Ze zwierząt stwierdzono obecność motyli paśnik jaskiniec, rusałka pawik, szczerbówka ksieni oraz muchówek.
Jest to schronisko krasowe wytworzone w wapieniach z okresu późnej jury.

## Historia poznania
Miejscowej ludności schronisko było znane od dawna. Podczas II wojny światowej ukrywali się w nim okresowo ludzie. Ślady ogniska i biwakowania wskazują, że obecnie jest dość często odwiedzane. Pierwszy opis i plan schroniska sporządził Kazimierz Kowalski w 1951 roku. Aktualną dokumentację opracowali A. Górny i T. Ostrowski w 2009 r.

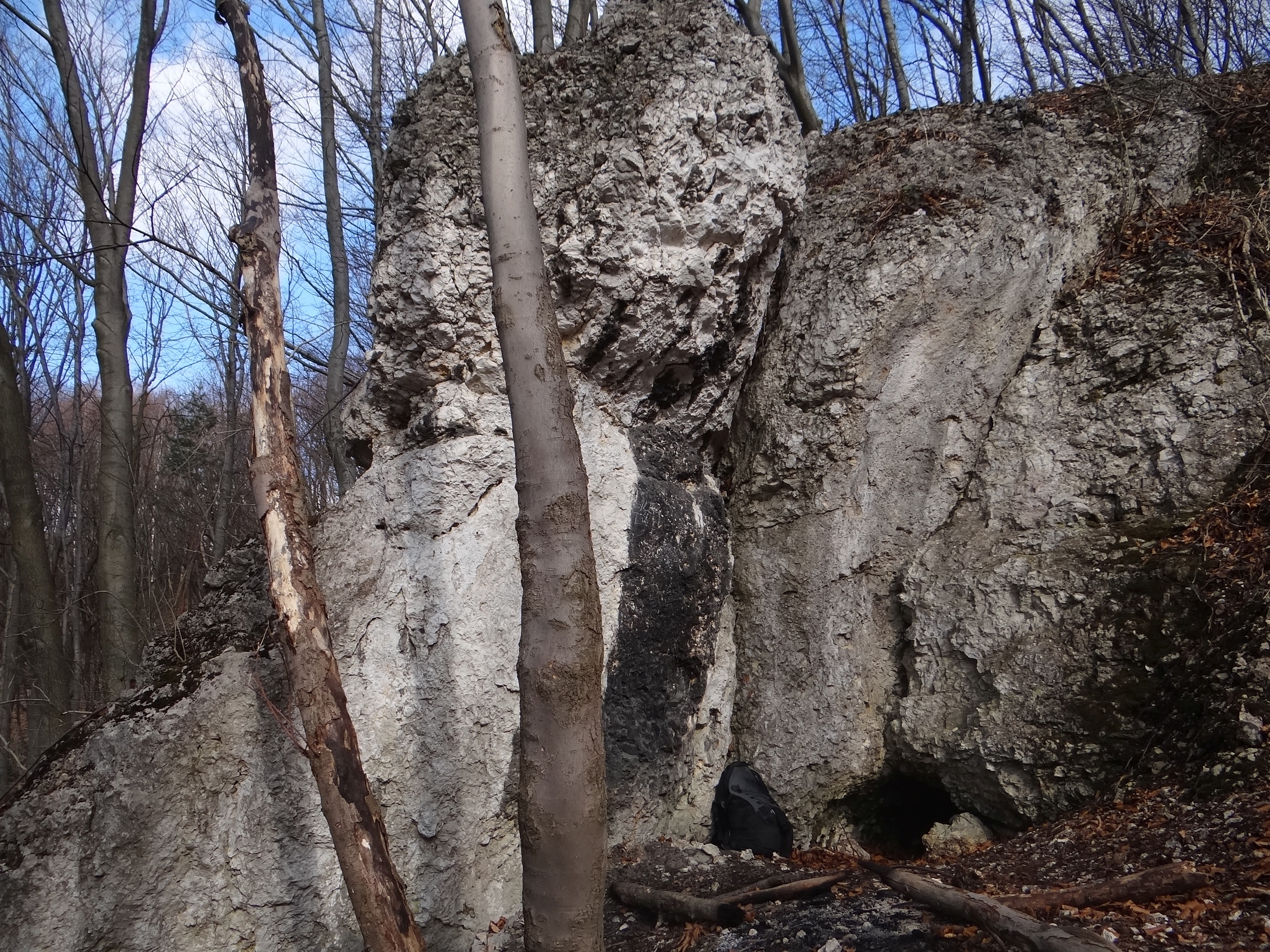
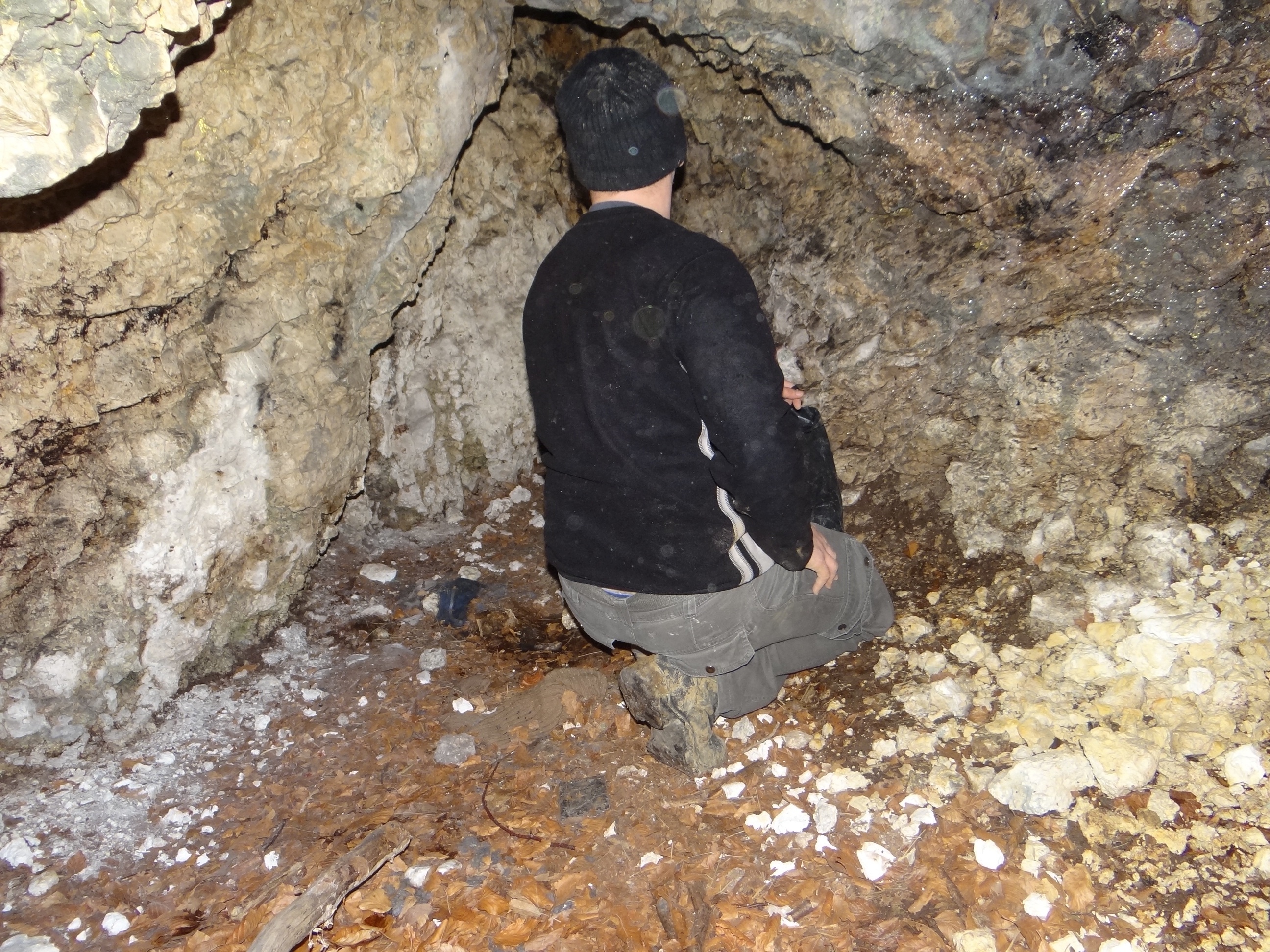
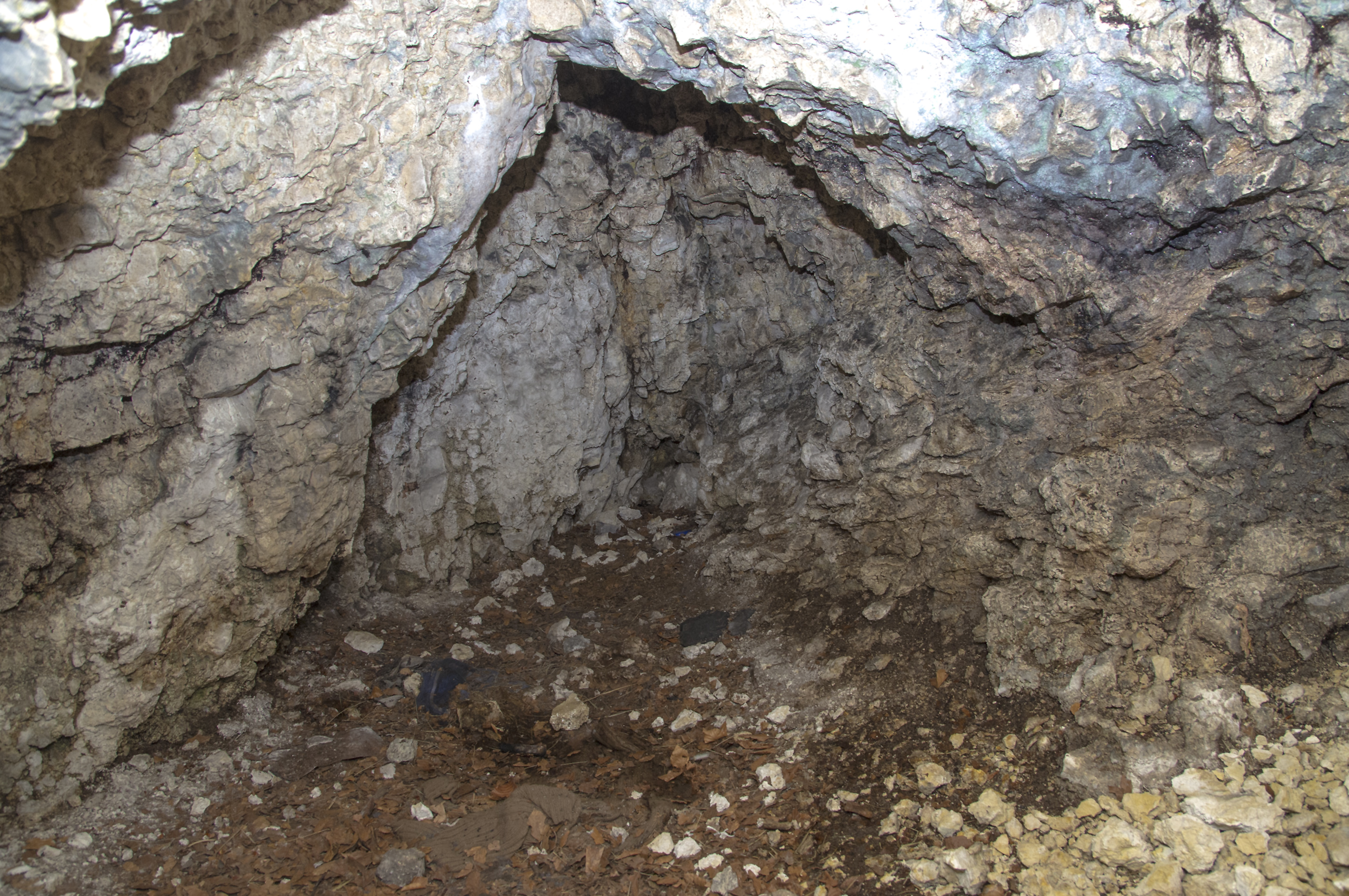
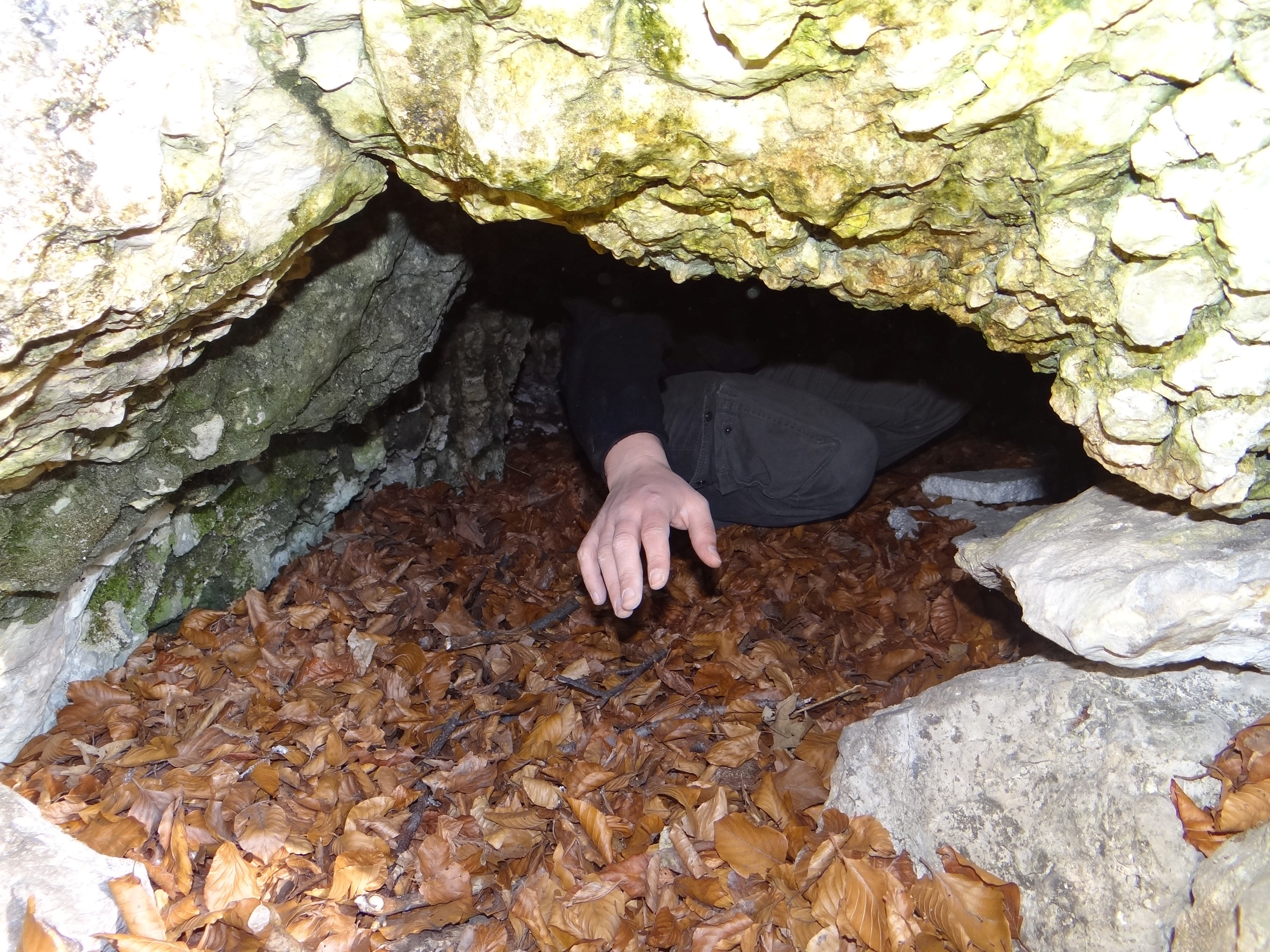